# Cabeza de maza de Narmer

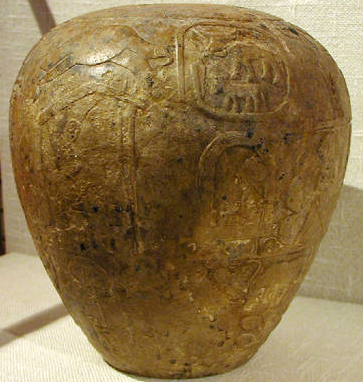
Cabeza de maza de Narmer.

La Cabeza de maza de Narmer es una cabeza de maza de ceremonia egipcia, datada ca. 3000 a. C. (Naqada III); fue tallada en piedra caliza, y tiene 19,8 cm de altura.
Fue encontrada en Hieracómpolis (de nombre Nejen en el Antiguo Egipto) durante la campaña de excavaciones 1897-88 por los arqueólogos Quibell y Green. 
Lleva el nombre de Narmer inscrito en un serej, y aunque su interpretación es compleja, posiblemente representaba: un desfile, la presentación de una princesa, o la fiesta Heb Sed, con la presencia del rey, que porta la Corona Roja del Bajo Egipto y se encuentra sentado en el interior de una capilla. Encima de esta aparece la diosa Nejbet en forma de buitre, con las alas desplegadas en señal de protección divina. Debajo están presentes dos portadores de sombrillas reales.
El presunto botín de guerra tras su victoria en el delta del Nilo, según las inscripciones, se estimaba en 120.000 enemigos cautivos, 400.000 bueyes y 1.422.000 cabras.
En la actualidad se encuentra en el Ashmolean Museum de Oxford.